# Sphecodes iosephi
Sphecodes iosephi är en biart som beskrevs av Nobile och Turrisi 2004. Sphecodes iosephi ingår i släktet blodbin, och familjen vägbin. Inga underarter finns listade i Catalogue of Life.